# 대한민국 국가안전기획부
국가안전기획부(國家安全企劃部, 영어: Agency for National Security Planning,  ANSP) 또는 국가안전부(國家安全部) 혹은 단순히 안기부(安企部)는 국외 정보 및 국내 보안 정보의 수집·작성 및 배포, 국가 기밀에 속하는 문서·자재·시설 및 지역에 대한 보안 업무, 형법 중 내란의 죄, 외환의 죄, 군형법 중 반란의 죄, 암호부정사용죄, 군사기밀보호법에 규정된 죄, 국가보안법에 규정된 죄에 대한 수사, 안기부의 직무와 관련된 범죄에 대한 수사, 정보 및 보안 업무의 기획·조정에 관한 사무를 관장하는 대한민국의 옛 중앙행정기관이다. 1981년 4월 8일 중앙정보부를 개편하여 발족하였으며 1999년 1월 21일 국가정보원으로 개편되면서 폐지되었다. 국가의 안전 보장에 관련되는 정보, 첩보, 보안 및 범죄수사를 담당하던 대통령 직속 국가정보기관이다. 주로 안기부라는 약칭으로 많이 쓰였다.
그러나 김영삼정권 당시 미림팀을 운영하면서 정관계 고위 인사와 반대파 야당에 대한 광범위한 도감청 행위를 해온 것과 그 과정에서 불거진 X파일 사건 등으로 문제를 야기하기도 했다.

## 설치 근거 및 소관 업무
- 정부조직법 [법률 제3422호, 1981.04.08 일부개정] 제14조[1]
- 국가안전기획부법 [법률 제3313호, 1980.12.31, 전부개정] 제2조

## 설립 배경
1961년 5월 20일 창설된 중앙정보부가 1980년 12월 31일자로 확대·개편되어 발족하였다. 그러나 기존의 중앙정보부보다 대공, 대북, 방첩업무와 정보수집 업무가 보다 강화되었다. 1967년의 대통령 선거 이후 중앙정보부가 학생운동권, 친북한세력 외에 반(反) 유신세력 및 재야시민단체, 여성주의, 해방신학, 통일운동 등 반정부 또는 체제 비판 세력을 적발, 단속하는 과정에서 인권 유린 문제와 도감청, 여론 조작 문제가 집중 부각, 대국민 이미지가 나빠지자 한때 중앙정보부장 서리를 역임했던 전두환은 부서 장악도 할 겸 1980년 12월 22일 중앙정보부를 국가안전기획부로 개편하고 일부 기능을 조정하였다.

## 연혁
- 1981년 4월 8일 - 중앙정보부를 개편하고 국가안전기획부를 신설.
- 1981년 12월 31일 - 국가안전기획부법 설치
- 1999년 1월 21일 - 국가안전기획부를 개편하고 국가정보원을 신설.

## 활동
안기부의 주요 업무로는 국외정보 및 국내보안정보, 주로 대공 및 대정부 전복, 대테러 및 국제범죄조직 및 그 정보에 대한 수집·작성 및 배포, 국가기밀에 속하는 문서, 자료, 자재, 시설 및 지역에 대한 안보업무, 보안시설 보호 업무, 간첩 이적행위자 색출, 활동 적발 및 처벌, 형법 중 내란의 죄·외환의 죄, 군형법 중 반란의 죄·이적의 죄· 군사기밀누설죄·암호부정사용죄, 군사기밀보호법 및 국가보안법에 규정된 범죄의 수사, 안전기획부 직원의 직무와 관련된 범죄에 대한 수사, 국가보안법에 규정된 죄 등에 대한 수사, 정보 및 보안 업무의 기획·조정 사항 등을 주관하였다. 또한 선거부정 감시와 간첩 침투, 대공 업무를 담당하였지만 오히려 선거에 개입하려는 시도들이 드러나 여러번 문제가 되기도 하였다. 1993년부터 종전의 정치개입에서 탈피하여 본연의 국가안보업무에 충실할 것임을 밝히고 대폭적인 조직개편을 단행하였다. 뿐만 아니라 국회 국방위원회에서 아시아 주변정세에 대한 공개 브리핑을 하는 등 국민의 알 권리를 보장하는 차원에서도 변신을 보였다. 그러나 정부 요인, 측근들의 과도한 개입과 용공 몰이 논란, 기밀 유출, 선거 개입 등이 문제가 되다가 김대중 정부 출범 이후 국가정보원으로 개편되었다.
조직은 부총리급인 안기부장 밑에 장관급 3명(1차장, 2차장, 3차장)과 기획조정실장, 차장보를 두었다. 한편 안기부에 와서 1차장이 국내담당으로 흔히 말하는 각종 정치공작 등을 하며, 2차장은 해외담당으로 정해졌다가 다시 1차장은 해외담당, 2차장은 국내보안, 정보수집담당, 운영차장은 부 운영및 경리, 인사 담당, 3차장 북한 및 방첩담당으로 정해졌지만 업무분담은 때에 따라 변경, 개편되었다. 기획조정실장은 인사 및 교육, 예산 업무 등을 담당했다. 그밖에 실장, 국장, 단장, 처장, 과장, 계장 등이 존재하였다.
실장은 1급이었지만 기획조정실장은 예외로 차관급이었다. 그밖에 1차장(국내 담당) 산하 101실(기획판단실), 102실(대공정보실), 103실(대공수사실), 2차장(해외 담당) 산하 202실(해외공작실), 203실(해외조사실), 3차장(대북 담당) 산하 302실(북한정보실)이 있었다. 그밖에 해외 담당 산하 해외정보실, 팀장급 부서이지만 2차장 직속의 미림팀 등이 있었다. 각 실국 중 실장들은 차장의 예하이지만 기획조정실과 감찰실, 정보관리실, 총무관리실, 통신실의 실장은 1,2,3차장의 예하가 아닌 독립된 실로 운영되고 있다.
제5공화국 당시의 부장은 부총리, 차장과 기조실장은 장관급이었다. 1급 보직인 타 실국장과 달리 기조실장은 차관급이었고 5공 시절에는 장관급이었다.

### 본부
기획조정실, 감찰실, 정보관리실, 총무관리실(또는 총무관리국)은 독립된 실이고 그밖의 실은 1,2,3차장 또는 운영차장의 예하에 존재하였다. 기획조정실에는 기획조정국과 각 국이 있고, 총무관리실 예하에는 총무국과 각 국, 총무국 예하에는 인사과가 있다. 총무국 인사과의 보임계장은 계장급이지만 기획조정실장에 버금가는 막강한 위치였다.
각 차장 예하에는 실과 국이 있고, 실과 국 예하의 단은 예를 들어 대공정책실이면 대공정책 1단, 2단, 해외공작국 예하 단이면 해외공작 1단, 2단, 8단 등의 이름붙였다. 단 아래에는 직할의 행정과와 처가 존재하였고, 처 아래에는 각 과가 존재하였다. 각 실국에는 실장과 부실장, 국장과 부국장이 존재한다. 실국장은 관리관, 부실장과 부국장, 단장은 이사관급, 처장과 과장은 부이사관급으로 보하였다. 계장급은 서기관이었다.

### 지역 지부
서울,부산,대구,광주,대전 등 주요 도시 지역과 각 도에 안기부 지부를 뒀고, 1급 공무원이 지부장을 맡았다. 12개의 각 지방지부는 1차장 산하였다. 그러나 직무와 급지(級地)에 따라 1∼2급 국가공무원으로 보임하게 되어 있는데, 대부분 1급(관리관)으로 보임되어 있는 것으로 알려졌다.
지부에는 1급 또는 2급의 지부장과 그 아래 부지부장이 있다. 그밖에 시도지부 아래에 출장소도 존재한다. 시도지부 혹은 시도지부의 출장소 예하에 시군지부 등이 존재한다.

### 명칭과 기타
부서의 명칭과 임무가 반드시 일치하는 것도 아니다. ‘이름 따로, 임무 따로’ 또한 보안을 유지하는 방편인 것이다. 예를 들어 해외조사실의 주요 임무는 이름과 달리 대북 공작이다. 북한정보실 또한 대북 정보 수집 및 공작 임무를 수행한다. 또 대공 정보·수사실이라고 해서 대공 정보 및 수사 업무만을 수행하는 것은 아니다. 대공정보실은 대공 정보뿐만 아니라 처별로 정치·경제·사회·언론 등 각 분야의 주요 동향과 서울 관내의 지역 정보를 수집한다.
또 대공수사실 본연의 임무는 대공 수사, 즉 ‘간첩 잡는 일’이지만 이름과 달리 정치 공작 임무를 수행하는 ‘대공수사 ○단’(團)도 있다. 대공이라는 명칭이 앞에 붙어 있다고 해서 반드시 대공 업무만을 수행하는 것은 아닌 것이다. 또 선임 부서인 기획판단실(101)은 국내 정보 수집 부서인 102실 및 12개 지부가 수집한 각종 첩보를 분석·판단해 정책 보고서를 생산해 낸다.
요원들 중에는 부장, 특보, 차장, 차장보, 기조실장, 감찰실장 외에 외부에 신분이 노출된 요원과 그렇지 않은 요원이 존재하였다. 신분을 노출한 요원들은 화이트라 불렀고 철저히 신분을 위장한 요원들은 블랙이라 불렀다. 이들 블랙 요원들은 일반 회사원, 상인 등 다양한 방법으로 신분을 위장하였다.
계장급 이하의 직원들은 정보관, 수사관 등으로 불렀다. 감찰실 예하의 직원들은 감사관, 비서실 예하의 직원들은 비서관, 보좌관실의 직원들은 보좌원으로 불렀다. 이 보좌원들은 보좌관이 아니지만 더러는 보좌관이라 불렀으므로 약칭 새끼 보좌관이라는 별칭이 붙었다고 한다.
안기부에는 대한민국 국군, 육군, 해군, 공군 그리고 법무부나 검찰 쪽과도 인사교류를 하여 일부 장교와 부사관, 검사들 중 근무성적이 우수한 자를 차출하여 6개월에서 1년간 파견근무를 나오기도 했다.

## 부훈
- 우리는 음지에서 일하고 양지를 지향한다 (1981~1998.5.12)
- 정보는 국력이다 (1998.5.12~1999.1.22)

## 조직
| - 1차장보좌관실 - 2차장보좌관실 - 3차장보좌관실 - 1차장보(정보차장보) - 2차장보(수사차장보) - 3차장보(보안차장보) - 4차장보 - 운영차장보 - 기획조정실장실(1981. ~ 1999.) - 기획조정국(기획조정실 예하) - 기타 예하기관 비공개 - 비서실(1981. ~ 1999.) - 보좌관실(1981. ~ 1999.) - 감찰실(1981. ~ 1999.) - 교육발전실(1981. ~ 1999.) | - 기획판단실(1981. ~ 1999.) - 대공정보실(1981. ~ 1999.) - 대공수사실(1981. ~ 1999.) - 대공수사국(1981. ~ 1999.) - 미림팀(1981 ~ 1992) - 해외공작실(1981. ~ 1999.) - 해외조사실(1981. ~ 1999.) - 북한정보실(1981. ~ 1999.) - 분석연구실(1985. ~ 1987.) - 정보관리실(독립) (1981. ~ 1999.) - 정책연구실(1987. ~ 1989.) - 총무관리실(독립) (1981. ~ 1999.) - 통신실(1981. ~ 1999.) | - 1국(기획판단국, 1981. ~ 1999.) - 2국(대공수사국, 1981. ~ 1999.) - 3국(1981. ~ 1999.) - 4국(1981. ~ 1999.) - 5국(1981. ~ 1999.) - 6국(1981. ~ 1999.) - 7국(1981. ~ 1999.) - 총무관리국(1981. ~ 1999.) - 예하기관 비공개 - 정보관리국(1981. ~ 1999.) - 예하기관 비공개 - 제2차 미림팀 (1992 ~ 1998) - 특별시, 직할시, 각 도 지부(1981. ~ 1999.) - 예하기관 비공개 |

## 역대 부장

### 국가안전기획부 부장
| 정부        | 대수 | 이름           | 임기                               | 출신지                     | 출신교      | 비고                                                                                           |
| ----------- | ---- | -------------- | ---------------------------------- | -------------------------- | ----------- | ---------------------------------------------------------------------------------------------- |
| 제 5 공화국 | 13대 | 유학성(兪學聖) | 1981년 1월 1일 ~ 1982년 6월 1일    | 경북 예천                  | 육사        | 국방부 군수차관보&제12·13·14대 국회의원&국회 국방위원회 위원장                                 |
| 제 5 공화국 | 14대 | 노신영(盧信永) | 1982년 6월 2일 ~ 1985년 2월 18일   | 평남 강서                  | 서울대      | 외무부 차관&외무부 장관&국무총리                                                               |
| 제 5 공화국 | 15대 | 장세동(張世東) | 1985년 2월 19일 ~ 1987년 5월 25일  | 전남 고흥                  | 육사        | 수도방위사령부 제30경비여단장&대통령경호실장                                                   |
| 제 5 공화국 | 16대 | 안무혁(安武赫) | 1987년 5월 26일 ~ 1988년 5월 6일   | 황해 안악                  | 육사        | 국세청장&제14대 국회의원&한국발전연구원 이사장&황해도중앙도민회장                              |
| 제 6 공화국 | 17대 | 배명인(裵命仁) | 1988년 5월 7일 ~ 1988년 12월 4일   | 경남 진해 (현 경남 창원)   | 서울대      | 광주지방검찰청 검사장&대검찰청 차장검사&광주고등검찰청 검사장&법무연수원장&법무부 장관         |
| 제 6 공화국 | 18대 | 박세직(朴世直) | 1988년 12월 5일 ~ 1989년 7월 18일  | 경북 칠곡                  | 육사&서울대 | 서울특별시장&국가안전기획부 제2차장&총무처 장관&체육부 장관&제14·15대 국회의원&재향군인회 회장 |
| 제 6 공화국 | 19대 | 서동권(徐東權) | 1989년 7월 19일 ~ 1992년 3월 30일  | 경북 영천                  | 고려대      | 검찰총장&법무부 차관&동서법률문화연구소 대표연구사                                             |
| 제 6 공화국 | 20대 | 이상연(李相淵) | 1992년 3월 31일 ~ 1992년 10월 8일  | 경북 대구 (현 경북과 분리) | 경북대      | 정무1장관 보좌관&서울특별시청 부시장&대구직할시장&국가보훈처장&내무부 장관                     |
| 제 6 공화국 | 21대 | 이현우(李賢雨) | 1992년 10월 9일 ~ 1993년 2월 25일  | 충남 대전 (현 충남과 분리) | 육사        | 대통령경호실장                                                                                 |
| 문민 정부   | 22대 | 김덕(金悳)     | 1993년 2월 26일 ~ 1994년 12월 23일 | 경북 구미                  | 서울대      | 통일부총리&제15대 국회의원                                                                     |
| 문민 정부   | 23대 | 권영해(權寧海) | 1994년 12월 24일 ~ 1998년 3월 4일  | 경북 경주                  | 육사        | 국방부 차관&국방부 장관&한국야구위원회 총재                                                    |
| 국민의 정부 | 24대 | 이종찬(李鍾贊) | 1998년 3월 5일 ~ 1999년 1월 22일   | 중국 상하이                | 육사        | 중앙정보부 기획조정실장&정무 제1장관&제11·12·13·14대 국회의원&민주정의당 사무총장              |

## 역대 차장

### 국가안전기획부 제1차장
| 정부        | 대수           | 이름                     | 임기                              | 출신지                     | 출신교 | 비고 |
| ----------- | -------------- | ------------------------ | --------------------------------- | -------------------------- | --- | --- |
| 제 5 공화국 | 13대           | 현홍주(玄鴻柱)           | 1981년 1월 ~ 1985년 1월 18일      | 경기 경성 (현 서울)        | 서울대 | 중앙정보부 제2국장&중앙정보부 정책조정실장&중앙정보부 제2차장&법제처장&제12대 국회의원&주 미국 대사                                                                      |
| 제 5 공화국 | 14대           | 김근수(金瑾洙)           | 1985년 1월 19일 ~ 1986년 1월 7일  | 경북 상주                  | 고려대 | 국가안전기획부 제1국장, 제2국장&보훈처장&제13대 국회의원 |
| 제 5 공화국 | 15대           | 이해구(李海龜)           | 1986년 1월 8일 ~ 1987년 5월 30일  | 경기 안성                  | 고려대 | 경기도경국장&치안보부 인사과장,교육과장,경무과장&경찰대학교총장&치안본부 4부장&서울시경국장&치안본부장&경기도지사&내무부 치안본부장&내무부 장관&제13·14·15·16대 국회의원 |
| 제 5 공화국 | 16대           | 이상연(李相淵)           | 1987년 5월 30일 ~ 1988년 12월     | 경북 대구 (현 경북과 분리) | 경북대 | 정무1장관 보좌관&장관 보좌관&대구직할시장&국가보훈처장&내무부 장관 |
| 제 6 공화국 | 16대           | 이상연(李相淵)           | 1987년 5월 30일 ~ 1988년 12월     | 경북 대구 (현 경북과 분리) | 경북대 | 정무1장관 보좌관&장관 보좌관&대구직할시장&국가보훈처장&내무부 장관 |
| 17대        | 안응모(安應模) | 1988년 12월 ~ 1990년 3월 | 황해 벽성                         | 단국대                     | 충청남도지사&대통령비서실 정무제2수석비서관&국가안전기획부 제2차장&해양경찰대장&내무부 치안본부장&조달청장&내무부 장관           | |
| 18대        | 김영수(金榮秀) | 1990년 3월 ~ 1992년 2월  | 경기 인천 (현 경기와 분리)        | 서울대                     | 대통령비서실 민정수석비서관&국가안전기획부 제1차장&문화체육부 장관&제14대 국회의원&한국청소년문화연구소 이사장&한국농구연맹 총재 | |
| 19대        | 성용욱(成鎔旭) | 1992년 2월 ~ 1992년 10월 | 경남 산천                         | 육사                       | 육군대령&안기부 대공수사국장&국세청장&민주평화통일자문회의 사무차장                                                              | |
| 20대        | 손진곤(孫晋坤) | 1992년 10월 ~ 1993년 3월 |                                   |                            | | |
| 문민 정부   | 21대           | 황창평(黃昌平)           | 1993년 3월 ~ 1994년 12월          | 경남 마산 (현 경남 창원)   | 고려대 | 안기부 1차장&국가보훈처장 |
| 문민 정부   | 22대           | 정형근(鄭亨根)           | 1994년 12월 ~ 1995년 3월          | 경남 거창                  | 서울대 | 국가안전기획부 기획판단국장&안기부 법무관, 대공판단국장&안기부 2차장보&국회의원                                                                                          |
| 문민 정부   | 23대           | 오정소(吳正昭)           | 1995년 3월 ~ 1996년 12월          | 황해 해주                  | 고려대 | 국가보훈처장 |
| 문민 정부   | 24대           | 박일용(朴一龍)           | 1996년 12월 20일 ~ 1998년 3월     | 경남 부산 (현 경남과 분리) | 서울대 법대 | 관악경찰서장&부산지방경찰청장&서울지방경찰청장&해양경찰청장&경찰청장 |
| 국민의 정부 | 25대           | 신건(辛建)               | 1998년 3월 10일 ~ 1998년 3월 23일 | 전북 전주                  | 서울대 | 광주고등검찰청 검사장&법무부 차관&국가정보원장 |
| 국민의 정부 | 26대           | 나종일(羅鍾一)           | 1998년 3월 24일 ~ 1999년 1월      |                            | | 경희대 교수&주 일본 대사&국가정보원장 특별보좌관&국가정보원 외교담당 특별보좌역                                                                                          |

### 국가안전기획부 제2차장
| 정부        | 대수           | 이름                          | 임기                              | 출신지                     | 출신교 | 비고 |
| ----------- | -------------- | ----------------------------- | --------------------------------- | -------------------------- | --- | --- |
| 제 5 공화국 | 13대           | 김성진(金聖鎭)                | 1981년 1월 ~ 1983년               |                            | | |
| 제 5 공화국 | 14대           | 박세직(朴世直)                | 1983년 1월 ~ 1985년 5월           | 경북 칠곡                  | 육사 | 수도경비사령관&한국전력 부사장&안기부 차장보&서울특별시장&국가안전기획부장&총무처 장관&체육부 장관&제14·15대 국회의원&재향군인회 회장 |
| 제 5 공화국 | 15대           | 손장래(孫章來)                | 1985년 5월 20일 ~ 1986년 1월      | 경기 개성                  | 육사 | 기갑학교교장&사단장&합참국장&주미한국대사관 공사&주 말레이시아 대사                                                                   |
| 제 5 공화국 | 16대           | 이학봉(李鶴捧)                | 1986년 1월 8일 ~ 1988년 5월       | 경남 부산 (현 경남과 분리) | 육사 | 대통령비서실 민정수석비서관&제13대 국회의원                                                                                           |
| 제 6 공화국 | 16대           | 이학봉(李鶴捧)                | 1986년 1월 8일 ~ 1988년 5월       | 경남 부산 (현 경남과 분리) | 육사 | 대통령비서실 민정수석비서관&제13대 국회의원                                                                                           |
| 17대        | 안응모(安應模) | 1988년 5월 ~ 1988년 12월      | 황해 벽성                         | 단국대                     | 충청남도지사&대통령비서실 정무제2수석비서관&국가안전기획부 제1차장&해양경찰대장&내무부 치안본부장&조달청장                                                                      | |
| 18대        | 정태동(鄭泰東) | 1988년 12월 20일 ~ 1989년 7월 | 충북 제천                         | 미국 조지워싱턴대          | 연세대 부교수&연세대 교수&미국 오버린 대학 교수&조지타운 대학교수&하버드대학교 객원교수&중앙정보부장특별보좌관&주미 한국대사관 공사&국방정보본부 제3부장&주타이 한국대사관 대사 | |
| 19대        | 이상구(李常九) | 1989년 7월 ~ 1992년 3월 3일   | 경기 양평                         | 조선대                     | 주 서독 공사&주 일본 공사&국회의장 비서실장&안기부 자문위원&주 말레이시아 대사                                                                                                  | |
| 20대        |                | 1992년 3월 3일 ~ 1993년 3월   |                                   |                            | | |
| 문민 정부   | 21대           | 김정원(金正源)                | 1993년 3월 ~ 1993년 5월           | 경남 울산 (현 경남과 분리) | 미국 존스홉킨스대 대학원 | 하버드대학 국제문제연구소 연구위원&민자당총재 외교안보특보                                                                            |
| 문민 정부   | 22대           | 이병호(李炳浩)                | 1993년 5월 ~ 1996년 12월          |                            | | |
| 문민 정부   | 23대           | 이병기(李丙琪)                | 1996년 12월 20일 ~ 1998년 3월     | 서울                       | 서울대 | 대통령 의전수석비서관&주일본 대사 |
| 국민의 정부 | 24대           | 나종일(羅鍾一)                | 1998년 3월 10일 ~ 1998년 3월 23일 |                            | | 경희대 교수&주 일본 대사&국가정보원장 특별보좌관&국가정보원 외교담당 특별보좌역                                                       |
| 국민의 정부 | 25대           | 신건(辛建)                    | 1998년 3월 24일 ~ 1999년 1월      | 전북 전주                  | 서울대 | 광주고등검찰청 검사장&법무부 차관&국가정보원장                                                                                        |

### 국가안전기획부 제3차장
| 정부      | 대수 | 이름           | 임기                         | 출신지    | 출신교   | 비고 |
| --------- | ---- | -------------- | ---------------------------- | --------- | -------- | --- |
| 제5공화국 | 13대 | 나희필(羅熙弼) | 1981년 1월 ~ 1982년 5월 11일 | 평남 용강 | 육군사관 | 육군대학 총장&중앙정보부 차장보&비상기획위원회 부위원장&비상기획위원회위원장&국가안보회의상임위원                           |
| 제5공화국 | 14대 | 육완식(陸完植) | 1986년 4월 13일 ~ 1990년     |           | 육군사관 | 현역 육군중장, 1공수여단장&특전사 사령관&치안본부&올림픽안전조정통제본부 본부장&서울올림픽총안보담당&한국공항관리공단이사장 |

### 국가안전기획부 운영차장
| 정부      | 대수     | 이름           | 임기                              | 출신지 | 출신교 | 비고                                                                             |
| --------- | -------- | -------------- | --------------------------------- | ------ | ------ | -------------------------------------------------------------------------------- |
| 문민 정부 | 15대     | 김기섭(金己燮) | 1993년 6월 23일 ~ 1997년 2월 28일 |        |        | 안기부 기획조정실장 겸직                                                         |
| 문민 정부 | 직무대행 | 신정용(辛正容) | 1997년 2월 28일 ~ 1997년 3월 6일  |        | 서울대 | 안기부 21세기 발전기획단장& 안기부 기획관리실장&안기부 기획조정국장&기획조정실장 |

### 국가안전기획부 제3차장
| 정부      | 대수 | 이름           | 임기                            | 출신지    | 출신교 | 비고                                                                          |
| --------- | ---- | -------------- | ------------------------------- | --------- | ------ | ----------------------------------------------------------------------------- |
| 문민 정부 | 16대 | 엄익준(嚴翼駿) | 1997년 3월 6일 ~ 1998년 3월 7일 | 전북 전주 | 고려대 | 안기부 대북 전략국장&안기부 제3실장&제8실장&안기부장 제3특보&국가정보원 2차장 |

### 국가안전기획부 차장보
- 안현태(安賢泰)[10], 1981년 1월 ~ 1983년,
- 김정섭(金正燮)[11], 1981년 1월 ~ ?, 중앙정보부 2차장보
- 나희필(羅熙弼)[12], 1981년 1월 ~ 1982년 5월 11일, , 육군대학 총장&중앙정보부 차장보&비상기획위원회 부위원장&비상기획위원회위원장&국가안보회의상임위원
- 김용갑(金容甲)[13], 1981년 1월 1일 ~ 1985년 2월 19일, 기조실장이 겸임
- 박세직(朴世直)[12], 1982년 11월 30일 ~ 1983년 1월, 경북 칠곡, 육사, 수도경비사령관&한국전력 부사장&안기부 2차장&서울특별시장&국가안전기획부장&총무처 장관&체육부 장관&제14·15대 국회의원
- 성용욱(成鎔旭)[14], ? - ?, 경남 산청, 육사, 대공 수사국장 겸임, 육군대령&안기부 대공수사국장&국세청장&민주평화통일자문회의 사무차장&안기부 1차장
- 전희찬(全熹贊)[14], ? - ?, , , 대공 수사국장 겸임
- 김동근[15](金東根)[16], 1984년 11월 12일 ~ 1985년 2월,
- 김OO,
- 윤옥영(尹沃榮)[13], 1985년 2월 23일 ~ 1990년 3월 20일, , 안기부 기조실장 겸임
- ?[17], 1988년 ~ 1989년,
- ?[14], 1988년 12월 5일 ~ 1989년 7월 18일, 전남 함평, ?
- ?[12], 1988년 ~ 1989년,
- ?[17], 1989년 ~
- ?[14], 1989년 7월 19일 ~ ?,
- ?[12], 1989년 ~
- 엄삼탁(嚴三鐸)[17][18], 1990년 3월 20일 ~ 1992년 3월, 안기부 기획조정실장 겸임&대통령 국방담당보좌관&안기부장 비서실장&병무청장&국민생활체육협의회 회장
- 성병욱(成炳旭)[14], 1991년 ~ 1992년 3월,
- ?[12], 1991년 ~ 1992년 3월,
- ?[19], 1991년 ~ 1992년 3월,
- 황창평(黃昌平)[17], 1992년 3월 ~ 1993년 3월 4일[20], 경남 마산, 고려대, 국가안전기획부 마산지부,서울 지부장&국가안전기획부 대공정보국장&국가보훈처장&안기부 1차장
- 정형근(鄭亨根)[14], 1992년 3월 ~ 1993년 3월 25일, 경남 거창, 서울대, 국가안전기획부 기획판단국장&수사국장&안기부 법무관, 대공판단국장&안기부 2차장&국회의원
- 장승옥(張升鈺)[12], 1992년 3월 ~ 1992년 9월 19일[21]
- ?[19], 1992년 3월 ~ 1993년 3월,
- ?[17], 1993년 3월 4일 ~ 1993년 3월 24일,
- ?[12] , 1992년 9월 20일 ~ 1993년 3월 24일,
- ?[19], 1993년 3월 ~ 1993년 3월 24일,
- ?[17], 1993년 3월 26일 ~ ,
- ?[14], 1993년 3월 26일[22] ~ 1993년 4월 29일, 경기도
- ?[14], 1993년 4월 30일 ~ 1997년 12월, 전남 함평,
- ?[12], 1993년 3월 26일 ~ ,
- 김영준[17], 1998년 3월 10일 ~ 1999년 1월, 국정원 1차장보&대외협력보좌관실 보좌관&국가정보원 해외담당대변인

## 논란

### 수지 김 간첩 조작 사건
인도네시아에 체류중이던 윤태식은 1987년 1월 부인 수지 김(본명 김옥분)을 홍콩에서 살해하였다. 그러나 당시 제5공화국 정권은 공안 정국 조성을 위해 부부싸움에 이은 살인사건을 여간첩 남편 납북기도사건으로 조작하여 선전하였다.

### 이권 개입 논란
101실의 종합판단처·정치처, 102실의 정치처, 103실의 대공 수사 3단은 직무 수행의 초점이 야당 탄압 및 견제 활동에 집중되어 왔다는 지적을 받고 있다. 105실은 주요 야당 인사에 대해 불법 도청을 해왔다는 비난을 받는다. 또 지난 대선 때 한나라당이 폭로한 이른바 ‘김대중 비자금’ 계좌는 안기부가 개입하지 않고서는 추적하기가 불가능하다는 점에서 101·102실 내의 경제처가 도마 위에 올랐다. 일부 지역의 정보관들이 본연의 임무 외에 이권에 개입해 지역 주민들로부터 지탄을 받는 것도, 이름을 숨길 수 있다는 유혹과 무관하지 않다. 이는 신분이 노출된 화이트(백색 요원)보다 블랙(흑색 요원)들의 이권 개입이 더 심하게 나타나고 있는 데서도 알 수 있다.

### 미림팀 운영 사고
1993년부터 안기부의 일부 정부를 정부에 사적으로 제출하던 미림팀이 운영되었다는 의혹이 제기되었다. 2005년 7월 안기부 직원인 김기삼에 의해 미림팀을 재건한 부분이 폭로되었다. 김영삼 정부시절 안전기획부(현 국가정보원)의 특수도청팀의 실체가 드러났다. 미림팀의 존재를 증언한 전 안기부 직원 김기삼씨는 22일 MBC 라디오 '손석희의 시선집중'에 나와 당시 활동내용을 전했다. 김기삼에 의하면 1994년 오정소 신임 대공정책실장이 문민정부 출범 이후 활동이 없던 미림팀을 재조직, 공 모씨를 팀장으로 미림팀을 운영했다고 밝혔다. 미림팀은 매일 저녁 장소를 정해 불법도청을 했으며 도청 테이프의 내용을 오정소 실장에게 서면보고했다는 것이다. 미림자료는 매우 폭발력있는 것이어서 오 실장이 직접 관리했으며 당시 안기부장도 거치지 않고 청와대에 직접 보고했다. 김기삼은 "안기부 인천지부장으로 있던 오정소 실장이 94년초 대공정책실장으로 부임하면서 미림팀을 재조직,공모라는 사람을 팀장으로 팀원을 2~3명 꾸렸다"며 "당시 매일 한군데 도청작업을 나갔다"고 밝혔다. 그는 또 "그 내용은 당시 김덕 안기부장에게는 보고하지 않고 오 실장에게만 보고했으며 그가 내용을 선별,청와대에 보고를 했다"며 "팀 자체에 대해 김 부장은 몰랐다고 얘기를 들었다"고 밝혔다.

### 별도의 도청팀 운영 의혹
2005년 11월 22일 열린우리당 최재천에 의해 미림팀 이외에도 안기부가 별도의 도청 조직을 활용했다는 의혹이 제기되었다. 2005년 11월 22일 국회에서 열린 ‘국정원 개혁을 위한 제2차 공청회’에서 “문민정부 시절, 미림팀과는 별개의 안기부 조직이 유선전화에 대한 조직적인 도청을 자행한 사실이 최근 검찰수사 결과 확인됐다.”고 주장했다. 최 의원은 “KT의 협조하에 일주일에 2∼3차례 (KT에)요청을 했고 한 번에 수십 건까지 넣어서 유선전화 도청을 했다는 사실을 확인했다.”며 미림팀 외에도 별도의 도청 조직에 대한 의혹을 제기했다.
또, 최재천은 미림팀의 불법 도감청을 강력 규탄했다.최 의원은 “공씨의 도청은 특정 목적이나 특정 장소, 인물, 대화를 녹음한 것이기 때문에 막연한 도청보다 더 위험하다.”며 “이런 부분에 대해 검찰이, 그리고 국정원의 수사협조가 형평성 시비가 일지 않도록 잘 되길 바란다.”고 촉구했다. 최 의원은 또 “공운영(미림)팀이 출장을 나가 도청한 횟수가 550회를 넘어선 것으로 검찰 등에서 확인됐다.”고 말했다. 그는 그밖에도 많은 도청자료가 있으리라는 의혹을 제기했다. 최재천에 의하면 “550여회 출장 갔다면 테이프가 몇개나 되겠느냐.”면서 “테이프가 274개가 전부인 것으로 알고 있지만 더 많을 가능성이 있다.”다는 것이다.
전 안기부 직원들은 그의 지시로 1994년 6월 재구성 정,관,재계 인사들 불법도청했다 한다. 그러나 도청내용이 이원종-김현철 라인으로 전달됐다는 의혹에 대해서는 전,현직 직원 10여명에 대한 조사 결과 확인되지 않았다고 말했다. 국정원은 이와 함께 미림팀을 다시 조직한 것은 오정소 당시 실장의 지시에 의한 것으로 드러났다고만 밝혔다.

### 특정 인사 및 전현직 고위직의 인맥 논란
문민정부 당시 특정 지역 출신 대통령과 부장의 장기 집권으로 인한 후유증은 더 나아가 안기부 고위 간부 간에 사조직과 계보 형성이라는 폐단을 낳고 있다. 안기부 내부에서 지목하고 있는 이른바 5대 인맥은 김현철·김기섭·신정용·오정소·정형근 인맥이다. 이 중 대표적인 김현철 인맥은 황창평·오정소 전 1차장과 김기섭 전 운영차장이다. 김기섭 전 차장은 TK 출신과 특정 고교 출신을 주요 보직에 배치하고 김현철씨에게 주요 정보를 제공하면서 반DJ 활동을 주도해 온 것으로 알려졌다. 또 김씨의 뒤를 이은 PK 출신 신정용 기조실장 또한 호남 출신을 배제하고 주요 보직에 특정 고교 출신 및 측근 인사를 배치해 인맥을 형성해온 것으로 전해진다. 당시 이들 인맥은 기조실은 물론 총무관리실·감찰실·감사관실·102실 등에 널리 포진해 있다.
안기부 1차장 출신인 한나라당 정형근 전 국회의원의 인맥도 한때 안기부 내에서 일정한 세력을 형성하고 있는 것으로 지적되었다. 특히 DJ 진영이 대선 기간에 정의원의 반DJ 활동을 공개적으로 경고한 바 있지만, 정의원은 안기부에 재직할 때 구축한 인맥을 통해 다양한 내부 정보를 제공받아 이를 반DJ 활동 및 음해에 사용해 온 것으로 알려져 있다. 103실의 주요 간부들과 부산·경남 지부의 몇몇 간부가 정형근 의원 인맥으로 분류된다. 보스 기질이 강한 오정소 전 차장의 인맥도 거론되고 있으나 오씨가 나온 대학 출신들이 유난히 결속력이 강해서 그럴 뿐 계보는 없다는 반론도 있다.

#### 도청의 사회적 파장
1993년부터 1996년까지 안기부가 사찰, 도청한 내용 중에는 당시 문민정부의 부패에 관련된 내용이 들어 있어 논란이 되기도 했다. 도청내용에 명절 떡값제공 리스트도 포함돼 있으며 리스트에는 정치인 뿐 아니라 전·현 검찰 고위관계자들도 들어있다고 한다.
당시 미림팀을 운영하던 공씨는 정권이 바뀐 98년초 직권면직 당했다. 공씨는 소송을 제기했고,복직 결정을 받고는 곧바로 명예퇴직했다. 공운영 등이 취득한 비밀의 민감성을 감안해 안기부는 그후에도 오랫동안 그를 관리하였다. 언론에 의하면 2005년 무렵까지도 그를 특별관리 대상으로 분류하고 있는 것으로 알려졌다.

### 호남 지역 출신 인사 배제와 대선개입 논란
1998년까지 호남지역 출신 인사들을 배제한 점도 논란이 되었다. 특정 지역 출신을 우대하는 인사 관행을 넘어서 특정 지역(호남) 출신을 오랫동안 배제하는 차별적인 인사 관행이 굳어진 것은, 기본적으로 수십 년간 이른바 TK(대구·경북)·PK(부산·경남) 출신 대통령 밑에서 대통령에게만 충성해 온 조직의 생리 때문에 구조화한 조직 관리 행태 탓이 컸다. 그래서 대한민국 국가 공무원 조직 가운데 지역 차별이 가장 심한 곳이 안기부라는 비판이 나오기도 했다.
실제로 비서실·감찰실·기획조정실·총무관리실 등 부장 직할·지원 부서와 1차장 산하 5개 부서의 3급 이상 간부 70여 명 중에서 호남 출신은 3명뿐인 것으로 알려졌다. 또 정보 생산의 핵심 부서인 101·102실의 처장급 간부 35명 중에서 호남 출신은 단 1명이다. 1997년 당시 공개 채용한 정규 과정(7급) 백 명(남자 95명 여자 5명) 중에서 호남 지역 출신은 5명인 것으로 알려졌다. 채용 단계에서부터 호남 출신을 아예 배제하는 이같은 인사 관리는 국가 정보기관으로서 유지해야 하는 지역 인구 비례에 따른 조직 관리 원칙을 위배하는 것이다. 실제적으로 1998년 이전까지 안기부에 근무한 호남지역 출신 인사들이 지역차별을 우려하며 출신지역을 철저하게 숨겨가며 국가를 위해 헌신하며 순직한 애환이 알려져 국민들의 심금을 울리기도 했다.
1997년 대선 당시 오익제 천도교 교령의 월북사건이 터지자 당시 정치권은 "오익제 천도교 교령이 새정치국민회의 상임 고문을 지낸 경력이 있다"며 당시 집권당인 신한국당에서 국민회의에 오익제 월북에 대한 해명을 촉구했다. 신한국당의 공세에 당시 국민회의의 정동영대변인은 "정보기관이 밀파했을 가능성이 높고 기획입북의 가능성이 있다"며 역공세를 취했다. 그러자 당시 국가안전기획부가 즉각 반박하여 국민회의당사에 안기부 요원을 파견하여, "정동영 의원을 안기부에 대한 명예훼손혐의로 조사한다"며 국민회의를 압박했다. 국가안전기획부는 정동영 의원을 "국가기관인 안기부에 대한 명예훼손혐의로 형사고발한다"며 국민회의를 위협하는 상황이 벌어져 험악한 분위기가 조성되었다.

안기부가 국민회의 정동영의원에 대해 "정동영의원이 논평에서 언급한 제보자를 조사하겠다"며 수사에 나서자 정동영의원은 "자신의 기획입북 주장이 오해의 소지를 사게 됐다"며 자신의 잘못을 시인한다. 그러나 안기부는 기획입북 발언의 잘못을 시인까지 한 정동영 의원에 대해 "8월 27일 10시까지 안기부 청사로 나오라"며 소환을 요구하여 과거 군사정권식의 야당탄압의 극치를 보여주었다. 이에 대해 국민회의는 소환에 불응하였으나 안기부는 소환에 불응하는 국민회의와 정동영의원에 대해 "강제구인의 조치가 있을 것"이라며 과거 군사정권수준의 횡포를 보여주었다. 안기부는 정동영의원에 2차 소환장을 보내 "정동영 의원이 소환에 불응할 경우 정식 구인하겠다"며 위협하자 정동영의원은 결국 9월 8일 참고인 자격으로 한 조사에서 기획입북이나 밀파 의혹 등은 제보자의 말을 설명하면서 기획입북 주장은 무의식적으로 한 명백히 잘못된 것이라고 진술했으며, 안기부 직원들의 명예를 훼손한데 대해 사과했다. 그럼에도 불구하고 안기부는 국민회의측이 납득할 만한 사과와 해명을 하지 않을 경우 법적인 조치를 밟아 가겠다고 국민회의를 위협했다. 이렇게 김영삼말기까지 대선에까지 개입하여 야당의원을 탄압하며 횡포를 부리던 안기부는 1998년 국가정보원으로 개칭되어 역사속으로 사라지게 되었다.

### 1997년한겨레신문에서 연재한 안기부 대해부
1997년 한겨레신문에서 안기부 조직을 대해부하여 기사로 연재하였다.

### 기업체 협박 논란
2005년 미림팀의 도청 테이프가 유출되었다. 테이프의 유출 과정에 대해 일각에서는 퇴직한 안기부 직원이 테이프를 들고 나가 이를 미끼로 삼성에 수억원을 내놓으라고 협박했다는 의혹이 거론되고 있다. 안기부 전직 직원은 삼성에 돈을 요구하였다. 그러나 삼성은 이를 무시하고 안기부에 신고했지만 결과적으로 테이프가 외부에 흘러나간 계기가 됐다는 것이다.

## 기무사와의 비교
안기부와 유사 조직으로는 기무사가 존재한다. 기무사의 전신인 방첩부대에서는 일부 중앙정보부, 안기부가 하던 기능을 일부 수행한 바 있다.
안기부의 제 부서는 국가 정보기관 본연의 임무(정보·수사·공작)를 수행하는 실무 부서와 이를 지원하는 지원 부서 그리고 부장을 보좌하는 지휘 직할부서로 대별된다. 핵심 조직은 물론 국내외 정보를 생산(수집·분석·판단)하고 남북 관계의 특수성에 입각해 대북 공작 및 수사를 맡고 있는 실무 부서이다. 이 실무 부서는 정보기관의 보안 수칙과 정보 차단 원칙에 따라 숫자로만 표시된다. 101, 202, 303 하는 식이다. 보안 수칙과 정보 차단 원칙에 따라 숫자별 혹은 암호별로 지정하거나 공식 명칭과는 다른 업무를 수행하는 것은 국군기무사령부도 마찬가지이다. 이 점은 군 정보수사기관인 기무사 조직도 마찬가지이다.

## 기타
조직개편과 정보 공개의 폭을 넓히는 등의 정책을 펼쳤지만 제5공화국과 제6공화국 통치체제하에서 줄곧 전두환, 노태우 정권의 유지를 위한 학생운동권, 야당세력, 민주세력 등에 대한 폭압적인 도구로 기능하였고, 선거개입, 여론조작, 도청과 사찰 문제가 터지면서 서울올림픽 개최와 윤석양 이병 폭로 사건 이후 안기부법 개폐와 국가보안법까지 존폐논란이 나왔고, 안기부 해체 요구투쟁이 광범위하게 전개되었다.
서울아시안게임과 서울올림픽 직전 안기부 3차장은 올림픽안전통제본부장인 육군중장 육완식이 겸임하였다.

## 같이 보기
| - 제5공화국 - 미국 중앙정보국 - 미국 연방수사국 - 중앙정보위 - 시국정화단 - 대한민국 중앙정보부(KCIA) - 대한민국 국가정보원(NIS) - 안기부 X파일 사건 - 수지 김 사건 - 미림팀 | - 제5공화국 - 제6공화국 - 문민정부 - 정보전 - 국정원 도청 사건 - 국정원 여직원 사건 |